# Sverige i olympiska vinterspelen
Sverige har deltagit i alla olympiska vinterspel sedan starten 1924. Sverige har även tagit medalj vid samtliga vinterspel. Räknat i antal guld och medaljer har det gått bäst vid spelen 2022 med 8 guld och 18 medaljer. Räknar man istället placering i medaljligan så är 1948 enda gången Sverige varit bästa land (delat med Norge). 

## Kandidaturer
Sverige har sökt sju olympiska vinterspel, men inte tilldelats något. Göteborg, Falun, Östersund/Åre och Stockholm har sökt spelen.
| År   | Ort           | Resultat | Kommentar                           |
| ---- | ------------- | -------- | ----------------------------------- |
| 1984 | Göteborg      | Trea     | Slagen av Sarajevo och Sapporo      |
| 1988 | Falun         | Tvåa     | Slagen av Calgary                   |
| 1992 | Falun         | Trea     | Slagen av Albertville och Sofia     |
| 1994 | Östersund/Åre | Tvåa     | Slagen av Lillehammer               |
| 1998 | Östersund/Åre | Trea     | Slagen av Nagano och Salt Lake City |
| 2002 | Östersund/Åre | Tvåa     | Slagen av Salt Lake City            |
| 2026 | Stockholm     | Tvåa     | Slagen av Milano                    |

## Medaljer

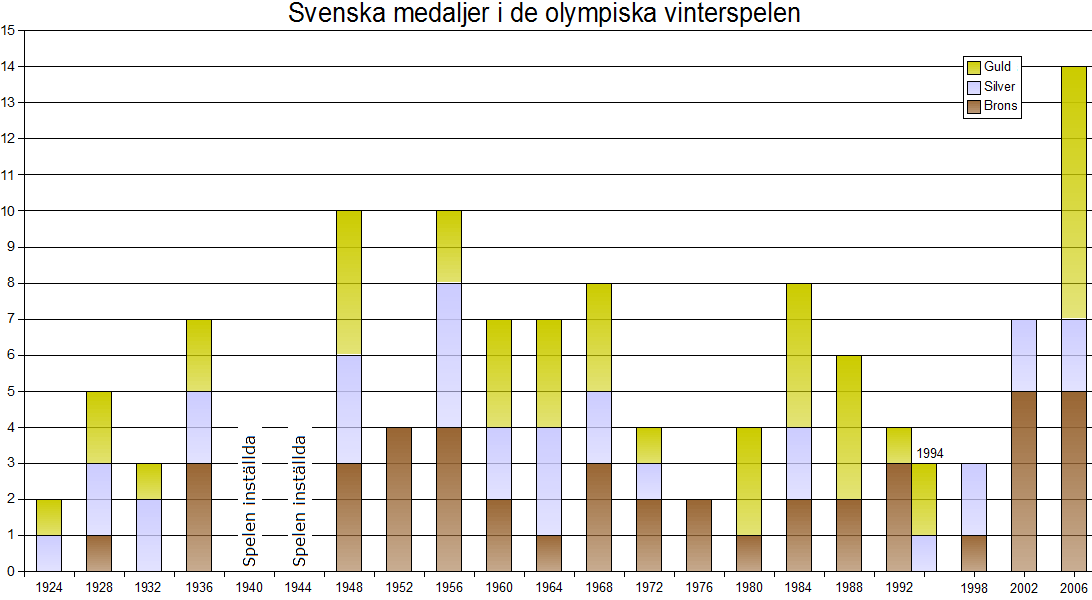
Diagram över svenska medaljer vid respektive vinter-OS.

Sverige har vunnit 148 medaljer i olympiska vinterspelen, 57 guld, 46 silver och 55 brons. Detta ger en sjundeplats i den totala medaljfördelningen vid olympiska vinterspelen.
| Guld | Silver | Brons | Totalt antal medaljer |
| ---- | ------ | ----- | --------------------- |
| 57   | 46     | 55    | 148                   |

## Medaljtoppen
Tabell över antalet svenska medaljer vid de olympiska vinterspelen fördelade per OS. De olika olympiska spelen rankas först efter hur många guld de svenska deltagarna har vunnit, därefter antal vunna silver och därefter antal vunna brons. Tabellen är sorterbar, så det går att se spelen rankade exempelvis efter år eller totalt antal vunna medaljer.
| Placering | År   | Plats                  | Guld | Silver | Brons | Antal medaljer | Placering efter antal medaljer |
| --------- | ---- | ---------------------- | ---- | ------ | ----- | -------------- | ------------------------------ |
| 1         | 2022 | Peking                 | 8    | 5      | 5     | 18             | 1                              |
| 2         | 2018 | Pyeongchang            | 7    | 6      | 1     | 14             | 3                              |
| 3         | 2006 | Turin                  | 7    | 2      | 5     | 14             | 3                              |
| 4         | 2010 | Vancouver              | 5    | 2      | 4     | 11             | 5                              |
| 5         | 1948 | Sankt Moritz           | 4    | 3      | 3     | 10             | 7                              |
| 6         | 1984 | Sarajevo               | 4    | 2      | 2     | 8              | 8                              |
| 7         | 1988 | Calgary                | 4    | 0      | 2     | 6              | 14                             |
| 8         | 1964 | Innsbruck              | 3    | 3      | 1     | 7              | 10                             |
| 9         | 1968 | Grenoble               | 3    | 2      | 3     | 8              | 8                              |
| 10        | 1960 | Squaw Valley           | 3    | 2      | 2     | 7              | 10                             |
| 11        | 1980 | Lake Placid            | 3    | 0      | 1     | 4              | 16                             |
| 12        | 2014 | Sotji                  | 2    | 7      | 6     | 15             | 2                              |
| 13        | 1956 | Cortina d'Ampezzo      | 2    | 4      | 4     | 10             | 5                              |
| 14        | 1936 | Garmisch Partenkirchen | 2    | 2      | 3     | 7              | 10                             |
| 15        | 1928 | Sankt Moritz           | 2    | 2      | 1     | 5              | 15                             |
| 16        | 1994 | Lillehammer            | 2    | 1      | 0     | 3              | 20                             |
| 17        | 1932 | Lake Placid            | 1    | 2      | 0     | 3              | 20                             |
| 18        | 1972 | Sapporo                | 1    | 1      | 2     | 4              | 16                             |
| 19        | 1924 | Chamonix               | 1    | 1      | 0     | 2              | 23                             |
| 20        | 1992 | Albertville            | 1    | 0      | 3     | 4              | 16                             |
| 21        | 2002 | Salt Lake City         | 0    | 2      | 5     | 7              | 10                             |
| 22        | 1998 | Nagano                 | 0    | 2      | 1     | 3              | 19                             |
| 23        | 1952 | Oslo                   | 0    | 0      | 4     | 4              | 16                             |
| 23        | 1976 | Innsbruck              | 0    | 0      | 2     | 2              | 23                             |
|           |      | Totalt                 | 63   | 50     | 59    | 172            |                                |

## Sporter

### Medaljer efter sporter
| Sport               | Guld | Silver | Brons | Totalt |
| Alpin skidåkning    | 7    | 2      | 9     | 18     |
| Backhoppning        | 0    | 1      | 1     | 2      |
| Curling             | 2    | 3      | 2     | 7      |
| Freestyle           | 1    | 1      | 1     | 2      |
| Ishockey            | 2    | 4      | 5     | 11     |
| Konståkning         | 5    | 3      | 2     | 10     |
| Längdskidåkning     | 31   | 25     | 23    | 74     |
| Hastighetsåkning    | 7    | 4      | 5     | 16     |
| Nordisk kombination | 0    | 1      | 1     | 2      |
| Skidskytte          | 5    | 3      | 6     | 14     |
| Snowboardåkning     | 0    | 1      | 0     | 1      |
| Totalt              | 60   | 48     | 55    | 166    |

### Medaljer efter gren

#### Alpin skidåkning
Alpin skidåkning är en av de sporter Sverige vunnit flest medaljer i. Sverige ligger på åttonde plats i medaljfördelningen i alpin skidåkning. Lars-Börje Eriksson är ensam svensk på herrsidan med medalj i en fartgren genom hans brons i super-G 1988. Ingemar Stenmark har dubbla medaljer i storslalom och guld i slalom. André Myhrer har ett guld och ett brons i slalom. Stig Sollander  har ett brons i slalom. Anja Pärson har guld i slalom från 2006 och ytterligare ett silver och fyra brons från spelen 2002-2010. Pernilla Wiberg har guld i storslalom och kombination samt ett silver i störtlopp vunna under spelen 1992-1998. Anna Ottosson vann ett brons i storslalom i Turin 2006. Frida Hansdotter tog guld i slalom i Pyongchang 2018
| Gren                  | Deltagare | Guld | Silver | Brons | Totalt |
| Herrarnas störtlopp   | 18        |      |        |       |        |
| Herrarnas super-G     | 6         |      |        | 1     | 1      |
| Herrarnas storslalom  | 25        | 1    |        | 1     | 2      |
| Herrarnas slalom      | 29        | 2    |        | 2     | 4      |
| Herrarnas kombination | 13        |      |        |       |        |
| Damernas störtlopp    | 13        |      | 1      | 1     | 2      |
| Damernas super-G      | 6         |      |        |       |        |
| Damernas storslalom   | 24        | 2    | 1      | 1     | 4      |
| Damernas slalom       | 26        | 1    |        | 1     | 2      |
| Damernas kombination  | 7         | 1    |        | 2     | 3      |

#### Backhoppning
Sveriges två medaljer vanns av Karl Holmström 1936 i Garmisch-Partenkirchen och av Sven Eriksson 1952 i Oslo. Sverige ligger på 12:e plats i medaljfördelningen. Senast en svensk deltog i backhoppning i OS var 1994 i Lillehammer.
| Gren         | Deltagare | Guld | Silver | Brons | Totalt |
| Normal backe | 44        |      | 1      | 1     | 2      |
| Stor backe   | 18        |      |        |       |        |
| Lag          | 8         |      |        |       |        |

#### Bob
Sverige har inte vunnit någon medalj i bob. Svenska herrar deltog senast 1994 i Lillehammer och bästa placeringen i två-mans var en sjätteplats i Sapporo 1972 och i fyra-mans en sjätteplats 1952 i Oslo. På damsidan har Sverige bara deltagit vid spelen i Salt Lake City 2002 där laget slutade 14 av 15 lag.
| Gren                | Deltagare |
| ------------------- | --------- |
| Herrarnas två-mans  | 21        |
| Herrarnas fyra-mans | 33        |
| Damernas två-mans   | 2         |

#### Curling
På herrsidan vanns två silver vid samma spel, 1924 i Chamonix då Sveriges två lag fick dela på silvret, samt ett brons i Sotji 2014. Lag Niklas Edin vann silver i Pyeongchang 2018. På damsidan har Sverige lag Anette Norbergs dubbla guld och medaljer från spelen 1998 och 2014 samt två tredjeplatser från då sporten bara var demonstrationssport. Lag Anna Hasselborg vann guld i Pyeongchang 2018.
| Gren   | Deltagare | Guld | Silver | Brons | Totalt |
| Herrar | 13        |      | 3      | 1     | 4      |
| Damer  | 10        | 3    | 1      | 1     | 5      |

#### Freestyle
Marie Lindgren vann sitt silver vid spelen 1994 i Lillehammer och Anna Holmlund vann sitt brons vid spelen 2014 i Sotji. Sverige ligger på fjortonde plats i medaljfördelningen. Halfpipe på skidor är den enda freestylegren ingen Svensk har tävlat i vid olympiska spelen.
| Gren                 | Deltagare | Guld | Silver | Brons | Totalt |
| Herrarnas puckelpist | 13        |      |        |       |        |
| Herrarnas hopp       | 1         |      |        |       |        |
| Herrarnas skicross   | 4         |      |        |       |        |
| Herrarnas slopestyle | 3         |      |        |       |        |
| Damernas puckelpist  | 4         |      |        |       |        |
| Damernas hopp        | 2         |      | 1      |       | 1      |
| Damernas skicross    | 3         |      |        | 1     | 1      |
| Damernas slopestyle  | 1         |      |        |       |        |

#### Ishockey
Sverige ligger på fjärde plats i medaljfördelningen. Gulden på herrsidan togs 1994 och 2006. På damsidan har Sverige aldrig blivit sämre än fyra med ett silver från Turin som bästa resultat.
| Gren   | Deltagare | Guld | Silver | Brons | Totalt |
| Herrar | 239       | 2    | 3      | 4     | 9      |
| Damer  | 39        |      | 1      | 1     | 2      |

#### Konståkning
Vid spelen 1908 i London tog Sverige en trippel i singel för herrar med Ulrich Salchow som guldmedaljör. Gillis Grafström tog tre guld och ett silver mellan 1920 och 1932. därefter har Sverige två 14:e-platser som bästa resultat. Sverige ligger på sjätte plats i medaljfördelningen. 1952 var första och hitintills enda gången Sverige har deltagit med ett par i OS, då Britta Lindmark och Ulf Berendt slutade tolva. Damernas medaljer togs mellan 1920 och 1936 och därefter har ingen svenska lyckats bli bättre än 15:e. Ulrich Salchow är enda svenska deltagaren i specialprogrammet som endast var med i OS 1908.
| Gren                  | Deltagare | Guld | Silver | Brons | Totalt |
| Singel herrar         | 9         | 4    | 2      | 1     | 7      |
| Specialprogram herrar | 1         |      |        |       |        |
| Par                   | 2         |      |        |       |        |
| Singel damer          | 11        | 1    | 1      | 1     | 3      |

#### Längdskidåkning
Sverige ligger på tredje plats i längdskidåkningens medaljfördelning. Sporten är överlägset den sport Sverige vunnit flest medaljer i under vinterspelen. I sprint har Sverige två medaljer från både 2006 och 2014. Christer Majbäck är ensam medaljör på 10 km för herrar och Sixten Jernberg har tre medaljer på 15 km och två på 30 km, varav ett guld. På 50 km har Jernberg och Gunde Svan 2 medaljer var. I dubbeljakt har Markus Hellner två medaljer och Johan Olsson och Per Elofsson har ett brons var. I stafett är Sverige enda nation med 6 guld, vid två tillfällen har ett svenskt guld försvarats, 1984 och 1988 samt 2010 och 2014. Thobias Fredriksson och Björn Lind vann guld i sprintstafett 2006, då det svenska damlaget med Lina Andersson och Anna Dahlberg vann guld, en dubbel Sverige är ensam med att klarat. Charlotte Kalla och Toini Gustafsson är ensamma svenska guldmedaljörer på 10 km, där Kalla även har ett silver. Anna Haag och Kalla har varsitt silver i dubbeljakt. Sveriges två damstafettguld vanns 1960 och 2014.
| Gren                           | Deltagare | Guld | Silver | Brons | Totalt |
| Herrarnas sprint               | 5         | 1    | 1      | 2     | 4      |
| Herrarnas 10 km                | 5         |      |        | 1     | 1      |
| Herrarnas 15 km                | 32        | 3    | 3      | 2     | 8      |
| Herrarnas 18 km                | 25        | 3    | 2      | 1     | 6      |
| Herrarnas 30 km                | 33        | 1    | 2      | 1     | 4      |
| Herrarnas 50 km                | 54        | 7    | 6      | 5     | 18     |
| Herrarnas 10+10 km dubbeljakt  | 3         |      |        | 1     | 1      |
| Herrarnas 10+15 km dubbeljakt  | 5         |      |        |       |        |
| Herrarnas 15+15 km dubbeljakt  | 4         | 1    | 1      | 1     | 3      |
| Herrarnas 4 × 10 km stafett    | 43        | 6    | 1      | 4     | 10     |
| Herrarnas sprintstafett        | 2         | 1    |        | 1     | 0      |
| Damernas sprint                | 6         |      |        |       |        |
| Damernas 5 km                  | 26        | 1    |        |       | 1      |
| Damernas 10 km                 | 30        | 2    |        | 1     | 2      |
| Damernas 15 km                 | 12        |      |        |       |        |
| Damernas 20 km                 | 8         |      |        |       |        |
| Damernas 30 km                 | 15        |      |        |       |        |
| Damernas 5+5 km dubbeljakt     | 4         |      |        |       |        |
| Damernas 7,5+7,5 km dubbeljakt | 3         |      | 2      |       | 2      |
| Damernas 5+10 km dubbeljakt    | 9         |      |        |       |        |
| Damernas 3 × 5 km stafett      | 9         | 1    | 2      | 1     | 4      |
| Damernas 4 × 5 km stafett      | 22        | 1    |        |       | 1      |
| Damernas sprintstafett         | 4         | 1    | 1      | 1     | 3      |

#### Hastighetsåkning på skridskor
Sverige ligger på åttonde plats i medaljfördelningen med störst framgångar på 10 000 och 5 000 meter. Hasse Börjes är enda medaljör på 500 meter och Åke Seyffarth och Göran Claeson är medaljörerna på 1 500 meter. Tomas Gustafson har två medaljer på både 5 000 och 10 000 meter från spelen 1984 och 1988, vilket också var Sveriges senaste medaljer. 1994 var senaste spelen med en kvinnlig deltagare från Sverige.
| Gren                   | Deltagare | Guld | Silver | Brons | Totalt |
| Herrarnas 500 meter    | 38        |      | 1      |       | 1      |
| Herrarnas 1 000 meter  | 13        |      |        |       |        |
| Herrarnas 1 500 meter  | 38        |      | 1      | 1     | 2      |
| Herrarnas 5 000 meter  | 31        | 2    | 1      | 1     | 4      |
| Herrarnas 10 000 meter | 28        | 5    | 1      | 3     | 9      |
| Herrarnas allround     | 2         |      |        |       |        |
| Damernas 500 meter     | 9         |      |        |       |        |
| Damernas 1 000 meter   | 8         |      |        |       |        |
| Damernas 1 500 meter   | 10        |      |        |       |        |
| Damernas 3 000 meter   | 8         |      |        |       |        |
| Damernas 5 000 meter   | 1         |      |        |       |        |

#### Nordisk kombination
Sverige ligger på tolfte plats i medaljfördelningen. Senast en svensk tävlade i nordisk kombination vid ett olympiskt spel var i Sapporo 1972. Sven Israelsson vann brons 1948 och Bengt "Silver-Bengt" Eriksson vann silver 1956.
| Gren        | Deltagare | Guld | Silver | Brons | Totalt |
| Individuell | 15        |      | 1      | 1     | 2      |

#### Rodel
Sverige har ingen medalj i rodel. Bästa svenska placering är en sjätteplats i dubbeln vid spelen 1992 med Carl-Johan Lindqvist och Hans Kohala. Individuellt är Mikael Holms elfteplats från Nagano 1998 den bästa svenska prestationen. 2002 var senast Sverige hade deltagare i rodel vid olympiska vinterspelen, Bengt Walden som tävlade igen för USA 2010.
| Gren          | Deltagare |
| ------------- | --------- |
| Herrar singel | 12        |
| Dubbel        | 10        |
| Damer singel  | 5         |

#### Short track
Bästa placering är en sjundeplats vid OS 1994 på 500 meter och en niondeplats 2002 på 1500 meter. Martin Johansson är den enda tävlande för Sverige, han deltog i spelen 1994, 1998 och 2002.
| Gren                  | Deltagare |
| --------------------- | --------- |
| Herrarnas 500 meter   | 1         |
| Herrarnas 1 000 meter | 1         |
| Herrarnas 1 500 meter | 1         |

#### Skidskytte
Sverige ligger på en åttonde plats vid medaljfördelningen. På herrsidan har Björn Ferry och Klas Lestander tagit de två individuella gulden, Mikael Löfgren är ensam med två medaljer. Sebastian Samuelsson tog silver i Pyongchang 2018. På damsidan står Anna-Carin Olofsson för ett guld och ett silver, båda i Turin 2006, Hanna Öberg har ett guld från Pyongchang 2018 och övriga medaljer har vunnits av Magdalena Forsberg.
| Gren                         | Deltagare | Guld | Silver | Brons | Totalt |
| Herrarnas 10 km sprint       | 18        |      |        |       |        |
| Herrarnas 12,5 km jaktstart  | 4         | 1    | 1      |       | 2      |
| Herrarnas 15 km masstart     | 3         |      |        |       |        |
| Herrarnas 20 km distans      | 32        | 1    |        | 2     | 3      |
| Herrarnas 4 × 7,5 km stafett | 26        |      |        | 2     | 2      |
| Damernas 7,5 km sprint       | 10        |      | 1      | 1     | 2      |
| Damernas 10 km jaktstart     | 2         |      |        |       |        |
| Damernas 12,5 km masstart    | 1         | 1    |        |       | 1      |
| Damernas 15 km distans       | 10        | 1    |        | 1     | 2      |
| Damernas 3 × 7,5 km stafett  | 3         |      |        |       |        |
| Damernas 4 × 7,5 km stafett  | 6         |      |        |       |        |

#### Snowboard
Sverige har bara ett silver i snowboard, som vanns av Richard Richardsson 2002 i Salt Lake City, och ligger på åttonde plats i medaljfördelningen. Utöver silvermedaljen har Sverige som bäst en fjärdeplats av Sven Thorgren från slopestylen 2014.
| Gren                          | Deltagare | Guld | Silver | Brons | Totalt |
| Herrarnas parallellstorslalom | 5         |      | 1      |       | 1      |
| Herrarnas storslalom          | 2         |      |        |       |        |
| Herrarnas halfpipe            | 9         |      |        |       |        |
| Herrarnas boardercross        | 3         |      |        |       |        |
| Damernas parallellstorslalom  | 3         |      |        |       |        |
| Damernas storslalom           | 1         |      |        |       |        |
| Damernas halfpipe             | 5         |      |        |       |        |
| Damernas boardercross         | 1         |      |        |       |        |

## Demonstrationssporter
Här följer pallplatser i sporter vid olympiska vinterspelen som inte varit medaljsporter.
- Etta
  - Bandy, herrar
  - Skidåkning för rörelsehindrade, storslalom
  - Vinterfemkamp, herrar
- Tvåa
  - Skidåkning för rörelsehindrade, storslalom
  - Vinterfemkamp, herrar
- Trea
  - Vinterfemkamp, herrar